# Phytocoris pallidilineatus
Phytocoris pallidilineatus är en insektsart som beskrevs av Stonedahl 1995. Phytocoris pallidilineatus ingår i släktet Phytocoris och familjen ängsskinnbaggar. Inga underarter finns listade i Catalogue of Life.